# Молсдорф
Молсдорф (њем. Mohlsdorf) општина је у њемачкој савезној држави Тирингија. Једно је од 61 општинског средишта округа Грајц. Према процјени из 2010. у општини је живјело 2.888 становника. Посједује регионалну шифру (AGS) 16076047.

## Географски и демографски подаци
Молсдорф се налази у савезној држави Тирингија у округу Грајц. Општина се налази на надморској висини од 340 метара. Површина општине износи 24,3 km². У самом мјесту је, према процјени из 2010. године, живјело 2.888 становника. Просјечна густина становништва износи 119 становника/km².